# Blind (bouwkunde)

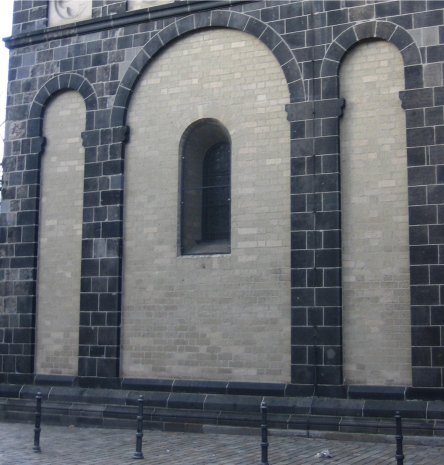
Blinde bogen in een rondboogarcade

In de bouwkunde wordt de term blind gebruikt om aan te geven dat er geen doorgang van wat voor aard dan ook mogelijk is naar de erachter gelegen ruimte. Meestal duidt men dan op een constructie die doorgaans gebruikt wordt om opening te verschaffen, maar dan geen opening biedt maar geheel opgevuld is met een vaste constructie. Zodoende kan de constructie niet fungeren als doorgang, deur of venster. Sommige blinde constructies waren oorspronkelijk open en zijn later opgevuld en dichtgemaakt. Andere blinde constructies waren oorspronkelijk dicht met als doel een stilistisch element te creëren.
Een blinde muur of gevel, een muur zonder deur of venster, heeft echter geen stilistisch doel.
Voorbeelden van blinde constructies zijn:
- een blinde boog
- een blindarcade
- blindtracering, blind maaswerk
- een blind venster
- een blindnis, een erg ondiepe of slechts in schijn aanwezig

Blinde constructies kunnen ook gebruikt zijn om te dienen als spaarveld.